# Curta
Pour les articles homonymes, voir Curta (homonymie).

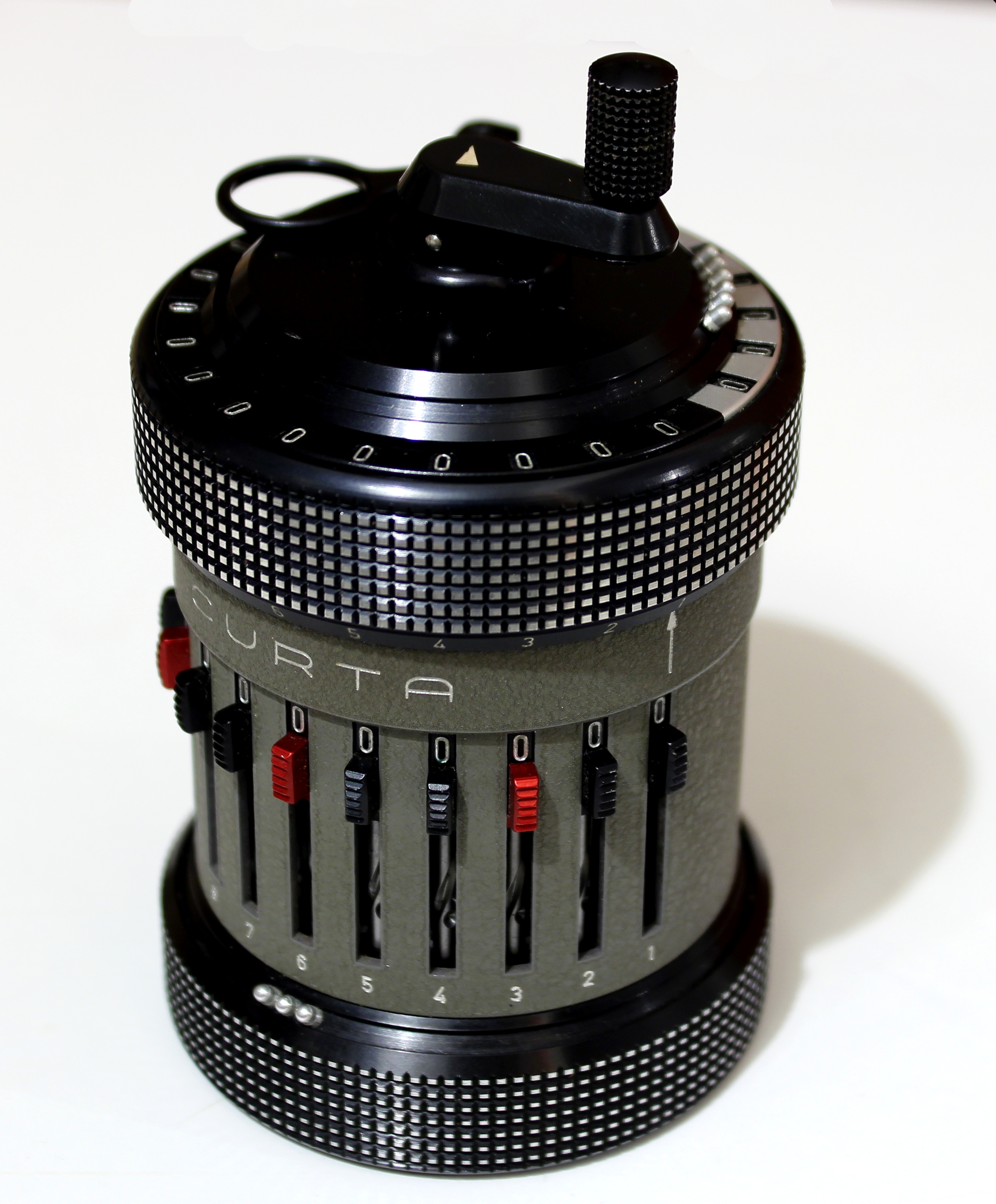
Une Curta type II.

La Curta est une petite calculatrice mécanique produite entre 1948 et 1970 par l’entreprise Contina au Liechtenstein. Elle est composée d'un corps cylindrique et d'une petite manivelle la faisant ressembler à un moulin à poivre ou à café.
Cette toute petite machine permet d'effectuer très rapidement les quatre opérations arithmétiques de base et, après apprentissage, d'autres opérations comme les racines carrées. Les calculatrices électroniques l'ont reléguée au rayon des pièces de collection.

## Histoire

### Conception
La Curta fut imaginée, conçue et dessinée par Curt Herzstark à partir de 1937. Alors commercial au sein de l’usine de machine à calculer de son père, il détecta le besoin d'une machine à calculer portable. Il n'existait pas à l'époque de machine portable capable de réaliser les quatre opérations arithmétiques de base. Ce manque incita Herzstark à s'atteler à la conception d'une machine portable au format suffisamment réduit pour tenir dans une main. Il dessina et fabriqua quelques prototypes non complètement fonctionnels pendant cette période. Sur le point de déposer ses premiers brevets en 1938, la conception de la machine s'arrêta lors de l’invasion de l'Autriche par les troupes allemandes. L'usine familiale fut réquisitionnée pour construire des appareils de mesure et autres équipements pour l’armée allemande, stoppant toute production de machine à calculer.
Après quelques années de vie précaire, du fait de l'origine juive de son père, Herzstark fut arrêté par les Allemands en 1943 et déporté au camp de Buchenwald. Lors de son emprisonnement, grâce à ses travaux antérieurs, il lui fut demandé de reprendre le travail sur sa machine. Il n'y produit rien d'autre que des plans. Herzstark survécu à Buchenwald et conserva ses plans lors de sa libération.
En 1945, à la suite de sa libération, trois prototypes furent produits à Apolda, près de Weimar, par les usines Rheinmetall alors contactées par Herzstark. Malheureusement, pour éviter une probable nouvelle déportation en URSS, il dut fuir l'Allemagne de l’Est. Il voyagea vers l’Autriche puis au Liechtenstein où il se mit à la recherche d'investisseurs pour l’aider à industrialiser la production de sa machine. Le prince François-Joseph II de Liechtenstein, soucieux alors d'améliorer les relations commerciales de son pays, fut convaincu du concept et finança une entreprise basée à Mauren et dédiée à la construction de la Curta en 1946. Herzstark pris alors le rôle directeur technique de Contina AG (rachetée par Hilti en 1966). En 1947 débuta la production industrialisée et la vente de la Curta.

### Industrialisation
Initialement appelée Liliput, en 1948 la machine pris le nom de Curta.
Trois ans plus tard, la production progressa à environ 300 exemplaires construits par mois.
Cependant, la mauvaise gestion commerciale et financière de l'entreprise conduisit Herzstark à quitter son poste en 1951, en conservant pour lui la jouissance des brevets. Il y retravailla par la suite en tant que consultant. Cette séparation de son créateur n’empêcha pas la création d'un second modèle, d'une plus grande capacité.
Ainsi en 1954, la Curta type 2 commença à être produite et commercialisée en parallèle de la première Curta, finalement renommée Curta type 1. La production atteignit environ 500 Curta par mois, tout exemplaire confondu, à partir de 1955.
Tout au long de sa période de fabrication, différentes pièces esthétiques furent remaniées (forme des boîtes, de la manivelle, couleur des futs et des curseurs, inscriptions diverses). En revanche la mécanique interne ne fut que très peu retouchée.

### Déclin
La production et la commercialisation de ces machines s'arrêta au début des années 1970, supplantées, comme pour toutes les autres machines à calculer mécaniques, par les calculatrices électroniques.
Elle reste depuis un objet de collection et de valeur, prisée des connaisseurs de par son histoire et sa compacité inégalée pour une machine purement mécanique.

## Description
La Curta est un machine portative prenant la forme d'un cylindre de 8,5 cm de hauteur (type 1) ou 9 cm de hauteur (type 2) pour 5,3 cm de diamètre (type 1) ou 6,5 cm (type 2). Ce cylindre est composé d'un fut dans lequel se trouve le mécanisme principal, ainsi que d'une couronne rotative, dénommée chariot. Le bas du fut et le chariot sont ornés d'une bande striée assurant une bonne prise en main. Ce cylindre est surmonté d'une manivelle de commande.
L'extérieur est réalisé en aluminium anodisé, lui conférant sa couleur noire.
Elle se range dans une boite cylindrique noire qui a la particularité de se fermer dans le sens anti-horaire, permettant de caler la manivelle en position de repos.

### Le fut
Le fut comporte une série de curseurs nommée "enregistreur". Il s'agit du dispositif d'entrée des nombres. Chaque curseur permet de saisir un chiffre de 0 à 9 en faisant glisser le curseur du haut vers le bas. Une petite fenêtre en haut de chaque curseur permet de visualiser la valeur actuellement positionnée. L'ensemble de ces fenêtre est regroupée sous le vocable "viseur de pose". Aujourd'hui, l’ensemble serait simplement appelé registre de saisie.
Au bas de ces curseurs se trouve des petits repères se déplaçant manuellement dans une glissière présente sur la circonférence complète de la base. Destinés à marquer différentes positions comme une virgule décimale ou des séparateurs de milliers, leur usage est libre et n'intervient pas dans le mécanisme de calcul. 
Dos aux curseurs de saisies se trouve un autre curseur, dit levier d'inversion, pouvant prendre deux positions et permettant de potentiellement inverser le décompte du nombre de tours de manivelle.
Enfin, deux flèches verticales permettent de visualiser la position actuelle du chariot.

### Le chariot
Le chariot est la pièce présente au sommet du cylindre. Sorte de couvercle, il comporte deux afficheurs à son sommet sur le diamètre extérieur : le totalisateur sur fond noir, et le compteur de tours sur fond blanc. Au sommet se trouve également une bague permettant la remise à zéro de ces deux afficheurs ainsi que la manivelle permettant d'actionner l’ensemble. Cette bague se déploie par rotation et se replie, suivant les modèles, en appuyant sur un petit bouton de maintien localisé près de l'axe.
Ce chariot se manipule en le soulevant jusqu'en butée haute puis en le faisant pivoter. Il se remet en place de lui-même lorsque sa rotation correspond à l'un des emplacement indiquées par la flèche du fut de l’enregistreur. Chaque position possible correspond à un chiffre indiqué sous le totalisateur. La rotation est partielle : l'angle de rotation maximal correspond à la taille du compteur de tour. Des butées sécurisent cette rotation.
Il est également nécessaire de soulever le chariot pour manœuvrer la bague de remise à zéro. Il est possible de ne réinitialiser qu'un seul des afficheurs en n'effectuant qu'une rotation partielle. Le sens de rotation n’a pas d'importance. Il est également possible de ne réinitialiser que quelques chiffres, mais cette opération n'est pas décrite dans le mode d'emploi, en plus de n'avoir qu'une utilité toute relative. À la fin de la manœuvre, la bague doit se situer entre les deux afficheurs (deux emplacements possibles). Le chariot retombera alors de lui-même, confirmant la bonne position de repos de cette bague.
De même que sur la base, le chariot comporte une glissière contenant des petits marqueurs dont l’usage est le même que ceux du bas.
Au centre du chariot se trouve la manivelle de commande, qui tourne uniquement dans le sens horaire. Elle peut également être soulevée, permettant la sélection entre une rotation positive et une rotation négative. Lors de sa rotation, aucune autre manipulation n'est admise. Les manipulations les plus dangereuses sont bloquées, ce qui n’est pas le cas de la manipulation de l’enregistreur. On s'expose à un résultat non défini en cas de telle manipulation. La manivelle ne peut pas tourner lorsque le chariot se trouve en position haute.

## Modèles

### Prototypes
Différents prototypes, plus ou moins avancés, ont été construits pour prouver le principe et démontrer le bon fonctionnement de l’appareil. Le premier a été construit directement par Herzstark de façon artisanale. D'un aspect rudimentaire, il ne savait faire qu'additionner.

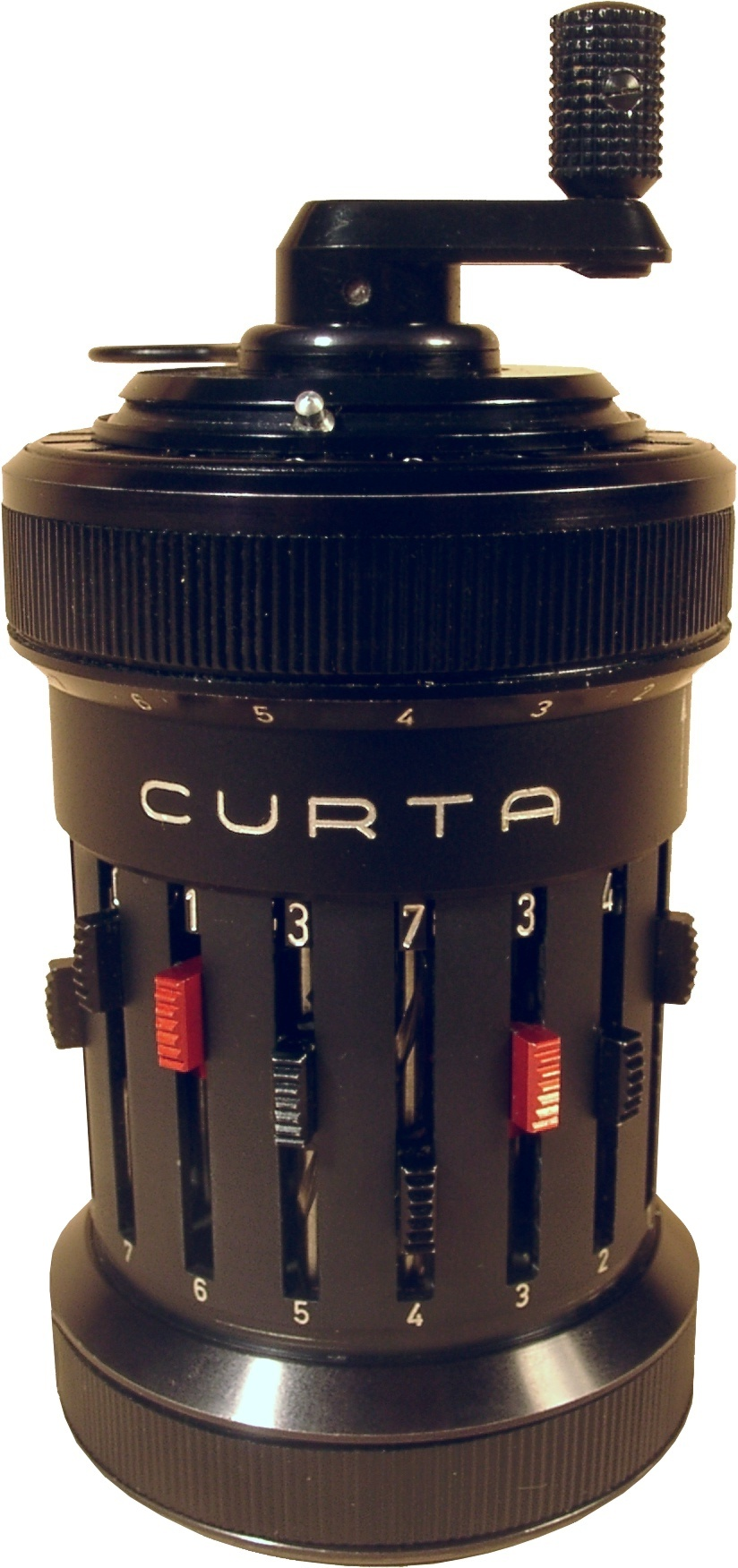
Curta modèle 1A

Après la guerre en 1945, l’entreprise Rheinmetall a produit trois prototypes en acier d'après les plans dessinés à Buchenwald. Les suivants ont été construits par Contina.
Contina a également développé un prototype tardif dit modèle 1A en 1961. Ce modèle est basé sur le modèle 1 en termes de dimension et de capacité de calcul. Fruit d'une réflexion visant à réduire les coûts de fabrication, il ne fut jamais industrialisé, mais ouvrit la voie vers des évolutions des modèles commerciaux.

### Modèles commerciaux
Il existe deux modèles de Curta dont la production fut industrialisée. Le modèle historique de 1948 : type 1, et le modèle de plus grande taille de 1954 : type 2. Ces deux modèles évoluèrent par petites touches au fil du temps sans que la conception principale ne soit affectée.
|                                 | Type 1       | Type 2                  |
| ------------------------------- | ------------ | ----------------------- |
| Année d'introduction            | 1948         | 1954                    |
| Fin de commercialisation        | 1970         | 1970                    |
| Production totale approximative | 80 000       | 60 000                  |
| Taille                          | 8,5 × 5,3 cm | 9 × 6,5 cm              |
| Poids                           | 230 g        | 360 g                   |
| Nombre de pièces                | 600          | 719                     |
| Capacité de l’enregistreur      | 8 chiffres   | 11 chiffres             |
| Capacité du totalisateur        | 11 chiffres  | 15 chiffres             |
| Capacité du compteur de tours   | 6 chiffres   | 8 chiffres              |
| Couleur                         | noire        | noire puis vert de gris |

Le nombre de chiffres du compteur de tour permet de déterminer le nombre de positions possibles du chariot.

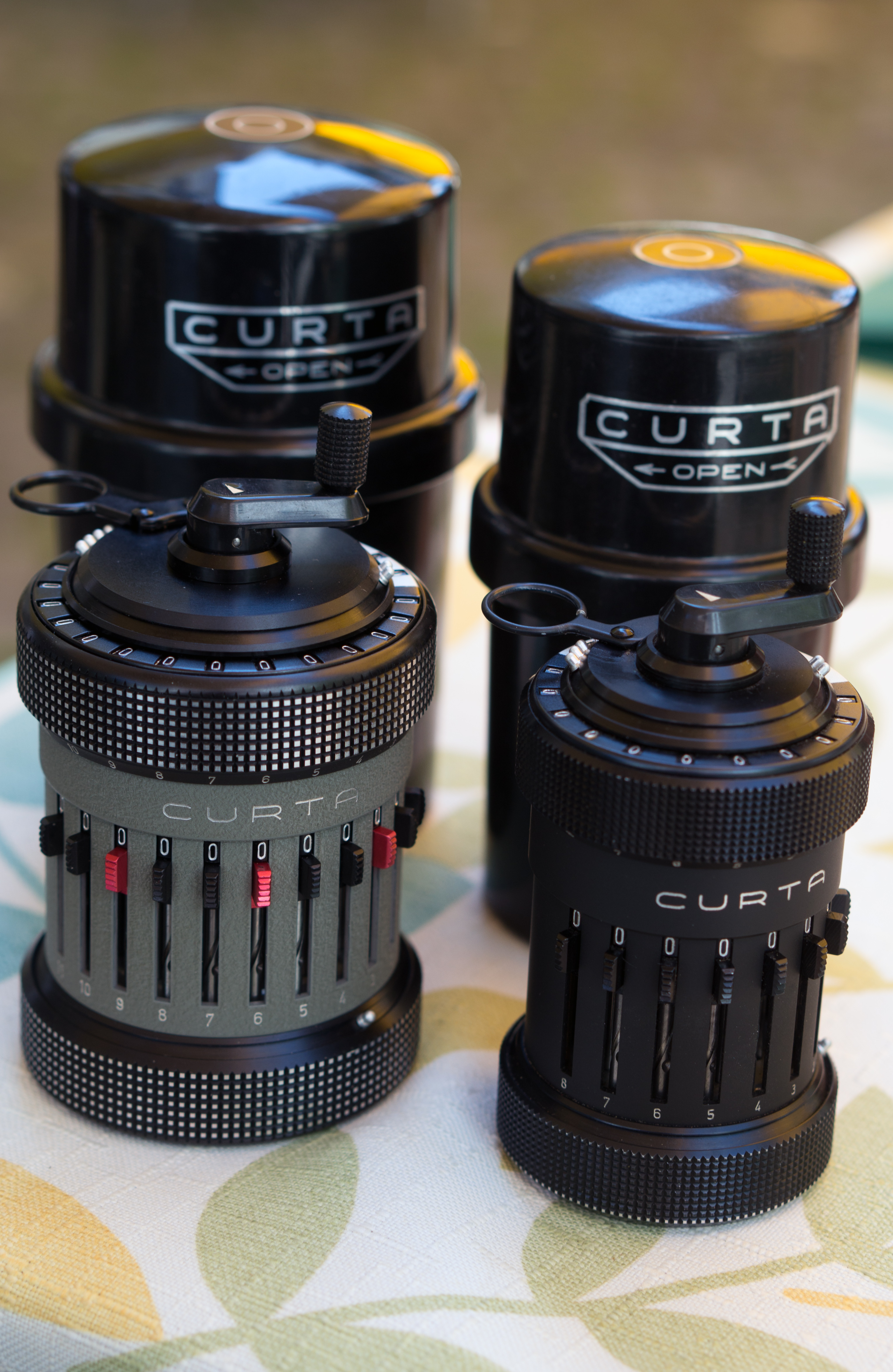
Curta type 2 et type 1

## Utilisation
La Curta est destinée à réaliser les quatre opérations arithmétiques usuelles de façon simple. Elle est capable de réaliser une opération d'addition et de soustraction directement, et de multiplication et division au moyen d'additions et de soustractions successives. Il s'agit d'une logique de fonctionnement classique pour l’époque. L'ensembles des méthodes décrites ci-dessous sont valables pour la plupart de ces machines, et la Curta n'introduit pas de spécificités.
D'autres opérations sont également possibles (carrés, cubes, racines, etc.) en suivant un mode opératoire spécifique, en général assez complexe. 
La machine calcule dans un sous-ensemble fini de {\displaystyle \mathbb {N} }. En particulier, une fois la valeur maximale atteinte, la valeur suivante est de nouveau 0. De même, soustraire 1 à la valeur 0 donnera la valeur maximale de cet ensemble. Cette propriété est utilisée pour l'implémentation de la soustraction.
Les méthodes ci-dessous s'utilisent machine mise à zéro : chariot en position minimale, enregistreur, totalisateur et compteur remis à zéro, levier d'inversion en position haute. Il n'y a cependant aucune obligation de le faire, notamment dans le cas de calculs chaînés.

### Addition
L'addition ne présente pas de difficulté particulière. On saisit une première valeur sur l’enregistreur puis on tourne la manivelle. Cela équivaut au calcul 0 + valeur. Puis on saisie une deuxième valeur sur l’enregistreur, et on tourne la manivelle à nouveau. Le résultat de cette somme s'affiche sur le totalisateur.
Il est d'usage de placer les valeurs sur les rangs les plus à droite de l’enregistreur. Ce n'est pas une obligation. La seule contrainte importante à respecter est que les rangs de chacune des valeurs saisies soient alignés lors de la rotation de la manivelle. 
Les valeurs réelles s'additionnent de la même façon. Il est d'usage de placer un marqueur au niveau de la position de la virgule à l'enregistreur et au totalisateur et de s'assurer que les deux marqueurs sont bien alignés verticalement à chaque nouvelle opération, quitte à décaler le chariot si nécessaire (et possible).
Pour peu que le chariot n’ai pas été pivoté, le compteur indiquera le nombre d'opérande de cette addition.

### Soustraction
La soustraction s'effectue de la même façon que l’addition, à la simple nuance que la manivelle est relevée lors de l’opération de soustraction : on saisie une première valeur que l’on ajoute au totalisateur (manivelle abaissée), puis on saisie une deuxième valeur. La manivelle doit alors être tirée vers le haut, puis actionnée dans le même sens que pour l’addition.
La Curta ne permet pas de calculer dans l'ensemble {\displaystyle \mathbb {Z} ^{-}}. En cas de résultat mathématique négatif, il sera nécessaire de le convertir en valeur positive en soustrayant la valeur actuelle du totalisateur à 0. En général, on reporte simplement la valeur du totalisateur dans l’enregistreur, et on effectue deux tours de manivelle négatif.
Les soustractions de valeurs réelles se réalisent avec les mêmes règles que pour l'addition.
Il est possible d'inverser le sens du compeur à l’aide du levier d'inversion opposé à l’enregistreur si l’on souhaite compter le nombre d'opérandes.

### Multiplication
Comme pour l’ensemble des machines à calculer de l’époque, cette opération se réalise à l’aide d'additions répétées. Pour obtenir le résultat d'une multiplication, on additionne autant de fois le multiplicande que l’exige le multiplicateur. Par exemple, pour multiplier 73 par 3, on pose 73 sur l’enregistreur puis on tourne la manivelle 3 fois. Le compteur sera ici utilisé pour vérifier le nombre de tours effectués. Cela donne le résultat de 219 sur le totalisateur, et 3 sur le compteur.
L'opération devient vite fastidieuse en cas de multiplicateur plus important. Le fait de tourner la manivelle des dizaines de fois pour un simple calcul est inenvisageable. Pour des multiplicateurs de plus d'un chiffre, il devient nécessaire de décaler le chariot d'un rang avant de tourner la manivelle d'autant de tours correspondant au rang actuel.
Exemple : 1497 × 314. On positionne la valeur 1497 dans l’enregistreur, puis on tourne la manivelle 4 fois. On décale alors le chariot d'un rang, puis on effectue un nouveau tour de manivelle. Le compteur affiche maintenant la valeur 14. On décale le chariot à nouveau d'un rang, puis on tourne la manivelle trois fois. Le compteur affiche la valeur 314, et le totalisateur la valeur 470058. Ce résultat a été obtenu en seulement 8 tours de manivelle.
Toutes les astuces utilisées à l’époque sont valables pour la Curta. Ainsi, pour multiplier une valeur par 98, il est possible de commencer par 2 tours négatifs, puis après avoir décalé le chariot de deux rangs, de refaire un tour positif. Du fait de sa conception, le résultat affiché dans le totalisateur sera toujours égal à la valeur présente dans l'enregistreur multipliée par la valeur du compteur (tant que celui-ci évolue dans l’espace positif et tant que la valeur dans l’enregistreur n’est pas modifiée). Il est donc possible de jouer sur des opérations négatives et de corriger les valeurs du compteur.
En cas de multiplication de nombres réels, un petit jeu sur les marqueurs doit être réalisé. Les marqueurs de virgules de l’enregistreur et du compteur sont positionnés aux emplacements pertinents. Celui du totalisateur doit être positionné à gauche de la position égale à la somme des positions de l’enregistreur et du compteur. Cette mise en place peut être réalisée avant ou après le calcul. Elle peut même être facultative si l'on détermine mentalement cette position. Il ne s'agit que d'une aide à la lecture du résultat.
Exemple : pour le calcul 14,97 × 3,14 on déplace pour l'enregistreur un marqueur entre les positions 2 et 3 marquées à la base de la machine. Il est à la position 2 que l'on peut lire à droite du marqueur. On procède de même pour le compteur. Les positions n’étant pas marquées, il faut compter le nombre de chiffre à sa droite, ici 2. Il faut donc positionner le marqueur du totalisateur en position 4 (à gauche du 4 marqué sous la couronne). 
Il est tout à fait possible de ne pas saisir les valeurs à la droite des registres. Le mode de placement des marqueurs et le mode de calcul restent le même.

### Division
La division peut s'effectuer de plusieurs façons : additive ou soustractive. La méthode additive consiste à additionner successivement le diviseur préalablement placé dans l’enregistreur pour approximer le dividende dans le totalisateur. La méthode soustractive consiste à soustraire autant de fois que possible le diviseur du dividende préalablement transféré dans le totalisateur. Dans les deux cas, le résultat s'affichera sur le compteur.
Quel que soit la méthode, le chariot est toujours placé sur sa position la plus grande (6 ou 8 suivant le modèle), afin d'obtenir un maximum de précision lors de la lecture du résultat sur le compteur. Les deux méthodes vont en effet compter le nombre de tours de manivelle, en partant du chiffre de gauche pour ensuite améliorer la précision avec les chiffres à droite sur le compteur. 
La division étant propice aux résultats rationnels, le bon positionnement des marqueurs décimaux sera une étape importante pour l'interprétation du résultat par l’utilisateur. La position de la virgule sur le compteur s'obtient en soustrayant la valeur marquée au totalisateur par celle marquée à l'enregistreur. Par exemple, pour la division 14,13 par 3,14, le marqueur au totalisateur sera placé entre les rangs 10 et 9 (inscrit sur la base du chariot) et celui à l’enregistreur entre les rangs 6 et 5 (inscrits sur la base du fut) pour la type 1 (entre les rangs 14 et 13, respectivement 8 et 7 pour la type 2). Le rang à prendre en compte est celui situé à droite, soit le plus petit. Dans notre exemple, les rangs 9 et 5. 9 - 5 = 4. Il faut donc placer le marqueur entre le 4e et le 5e chiffre du compteur (entre le 5e et 6e pour la type 2). Le résultat se lira 4,5.

#### Méthode additive
La méthode additive a l’avantage d'afficher dividende, diviseur et résultat en fin de calcul, permettant de vérifier ce dernier. De plus, elle ne demande que peu de préparation, et peut donc s'effectuer un peu plus vite. Pour la démarrer, il suffit de poser le diviseur à l’enregistreur, puis de commencer la méthode.
La méthode additive consiste à additionner le diviseur au totalisateur jusqu'à ce que le totalisateur atteigne une valeur strictement supérieur au dividende recherché. On peut alors soit "retirer un tour" en provoquant une soustraction et passer au rang suivant, soit passer directement au rang suivant puis soustraire jusqu'à ce que le dividende recherché soit de nouveau supérieur au résultat du totalisateur. Après avoir à nouveau passé au rang suivant, on recommence à additionner, etc. 
Si le totalisateur affiche exactement le dividende, alors le calcul s'arrête et le résultat est exact. Dans le cas contraire, une fois tous les rangs parcourus, le résultat sera approché. Pour cette méthode, c'est en fin de calcul qu'il est le plus aisé de positionner les marqueurs décimaux.

#### Méthode soustractive
La méthode soustractive dispose d'un avantage sur la méthode additive : elle permet d'obtenir le reste d'une division entière. En contrepartie, le dividende est perdu dans l’opération et elle nécessite une préparation légèrement plus importante. Après avoir décalé le chariot à sa position maximale, on doit saisir le dividende sur l'enregistreur et le transmettre au totalisateur via une addition. Puis, il faut remettre à zéro uniquement le compteur, inverser son sens de décompte via le levier au dos de l’enregistreur. Enfin il faut saisir le diviseur sur l’enregistreur. C'est à ce moment qu’il faut positionner les marqueurs décimaux.
La suite ressemble à la méthode additive : on soustrait le diviseur du dividende jusqu'à passer en négatif. On peut alors changer de rang directement et continuer en additionnant, ou repasser en positif le totalisateur et passer au rang suivant.
Lorsque la valeur du totalisateur atteint 0, le calcul est terminé, et le résultat est exact.
Si l'on cherche un résultat entier, il faut s'arrêter lors du passage du rang des dixièmes (après le rang des unités, lorsque la flèche du compteur passe à droite de la marque décimale). Le reste se lit alors sur le totalisateur et le résultat sur le compteur. On peut également continuer le calcul pour avoir une approximation si le dernier rang ne permet pas d'arriver à la valeur 0 sur le totalisateur.
Si l’opération peut sembler fastidieuse, il faut noter que l'on peut obtenir des résultat très précis pour certains calculs qui ne seraient pas évident à réaliser à la main, comme notamment les calculs faisant intervenir π. De même, d'autres instruments comme les règles à calculer peuvent donner un résultat rapide, mais n'offrent pas une précision au-delà de trois chiffres significatifs (contre 6 ou 8 pour la Curta)

## Conception technique

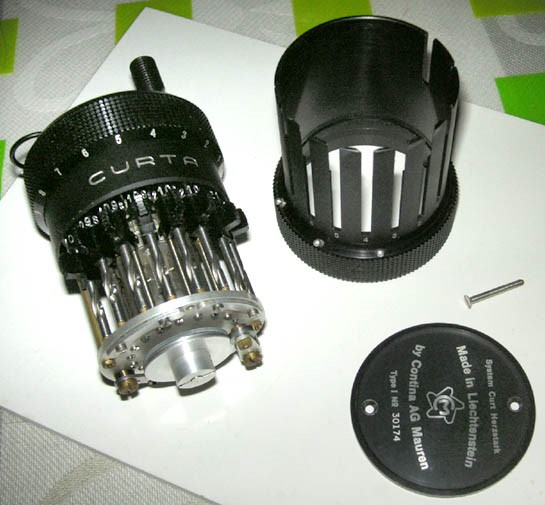
Une Curta capot ouvert

Lors de la conception de sa machine, Curt Herzstark s'est donné pour contrainte une taille et un poids très inférieur aux machines de l’époque. Sa conception reste fortement inspirée de la technique des machines construites dans l’usine de son père, et notamment l'utilisation d'un cylindre canelé. Il a néanmoins du résoudre certains défis, comme celui du passage des retenues de rang en rang, ainsi que l’impossibilité de manœuvrer la manivelle à l’envers, lié au mécanisme de retenue utilisé.

### Miniaturisation

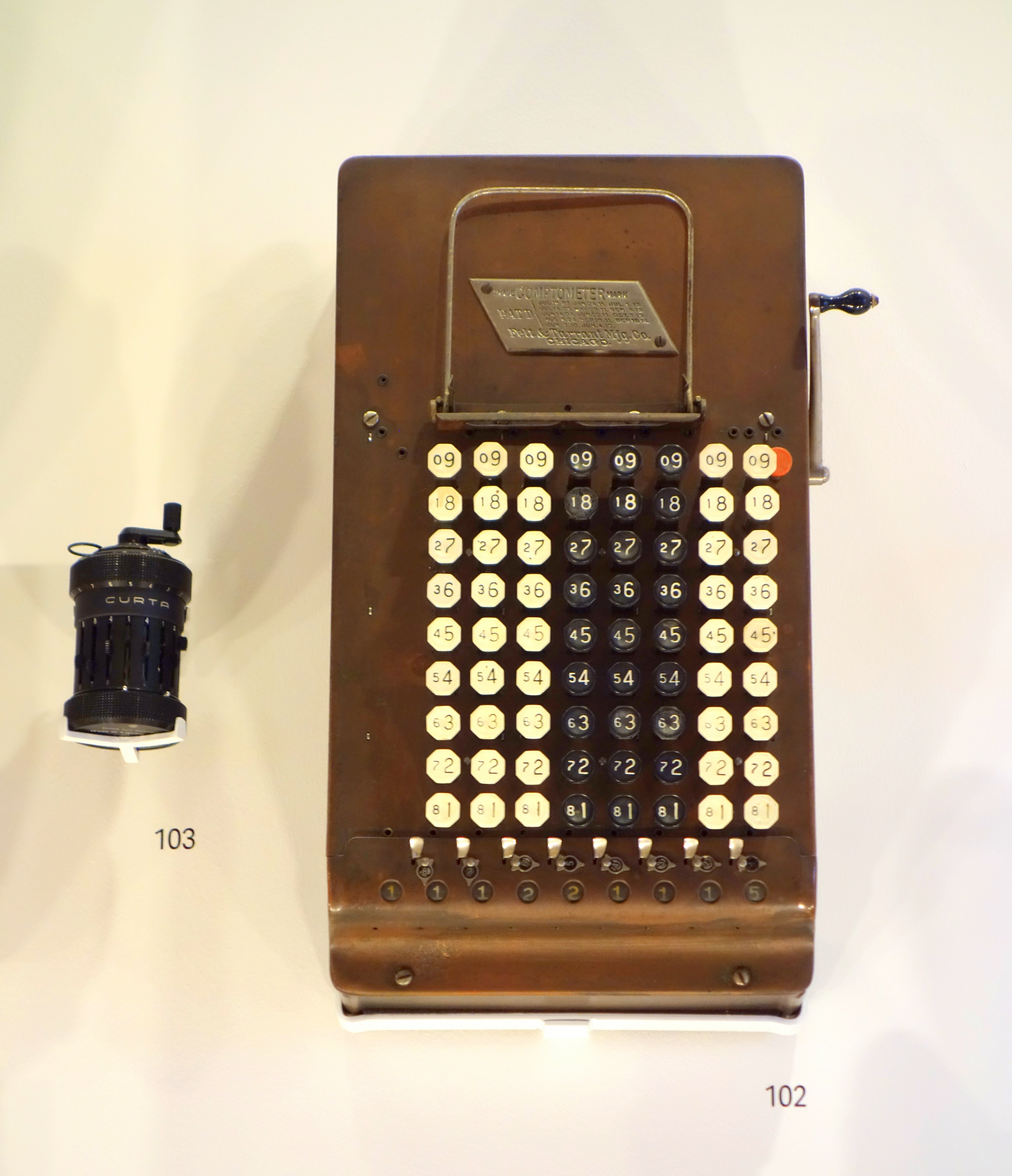
Un Comptometer (102) de 1915, et une Curta (103) de 1947. On constate la différence de taille

La Curta se caractérise par une taille très faible comparée aux machines de l’époque. Les autres machines en circulation au début des années 1950 sont des machines de bureau prenant facilement 400 cm2 (pour les plus compactes), là ou la Curta en prend moins de 50. En termes de poids, les machines de bureaux pèsent plusieurs kilos, et ne sont pas conçues pour être prises en main autrement que pour les transporter. Encore moins pour être utilisées de façon nomade. 
La simple miniaturisation des composants ne suffit pas : il faut que la machine reste utilisable. Les composants de saisie, ainsi que les afficheurs doivent rester suffisamment grand pour être utilisés confortablement. De plus, une simple réduction de proportion entraine des problèmes n'existant pas à des tailles autres. Notamment, les ressorts ne peuvent être redimensionnés naïvement sans que leur couple ne change. Les contraintes de précisions sont également exacerbées afin que le mécanisme reste souple.
Afin de répondre à ces critères, le choix d'un unique cylindre de Leibniz central à la machine s'avéra nécessaire. Cet arrangement, assez rare, fut probablement inspiré par la machine à calculer de bureau d'Axel Petersson,, première du genre et datant de 1871. La forme cylindrique de ces machines permet de disposer les curseurs d'entrée autour d'un unique cylindre central. Il n'y a donc plus besoin d'un cylindre par rang, comme on en trouve sur les machines de Leibniz, de Thomas de Colmar ou celles du père de Curt Herzstark. Les avancées de la métallurgie et l'amélioration de la précision de l'usinage du milieu du XXe siècle ont également permis de réduire la taille des pièces tout en en améliorant leur rigidité.
Les valeurs saisies sont reportée à l’aide de roues dentées glissant le long d'un axe de transmission, qui pivote au passage des dents du cylindre central. Cela fait pivoter les rondelles des afficheurs présents sur le chariot. Par exemple, la sélection de la valeur 3 d'un rang donné translatera verticalement une roue dentée au niveau correspondant du cylindre central. Cette roue sera entrainée par les trois dents du cylindre, entrainant le pivot de l’axe de transmission. Cet axe est relié par deux engrenages à angle droit à la rondelle d'affichage qui pivote de trois crans.

### Mécanisme des retenues
Comme pour toutes machines de l’époque, le mécanisme des retenues doit être fiable et permettre la transmission d'une retenue sur le rang suivant, et ce, pour chaque rang existant. Ce mécanisme doit donc être progressif pour éviter un couple trop important lorsque tous les rangs nécessitent le passage d'une retenue.
Herzstark résout ce problème en faisant progresser les retenues d'un rang à l’autre synchronisée à la rotation de la manivelle. Lors du passage d'une roue d'affichage de la valeur 9 à la valeur 0, un petit picot présent sur cette roue entraine vers le bas un bras de retenue. Ce petit picot, placé au niveau de la valeur 6, appuie sur le sommet de la barre disposée à cet endroit.

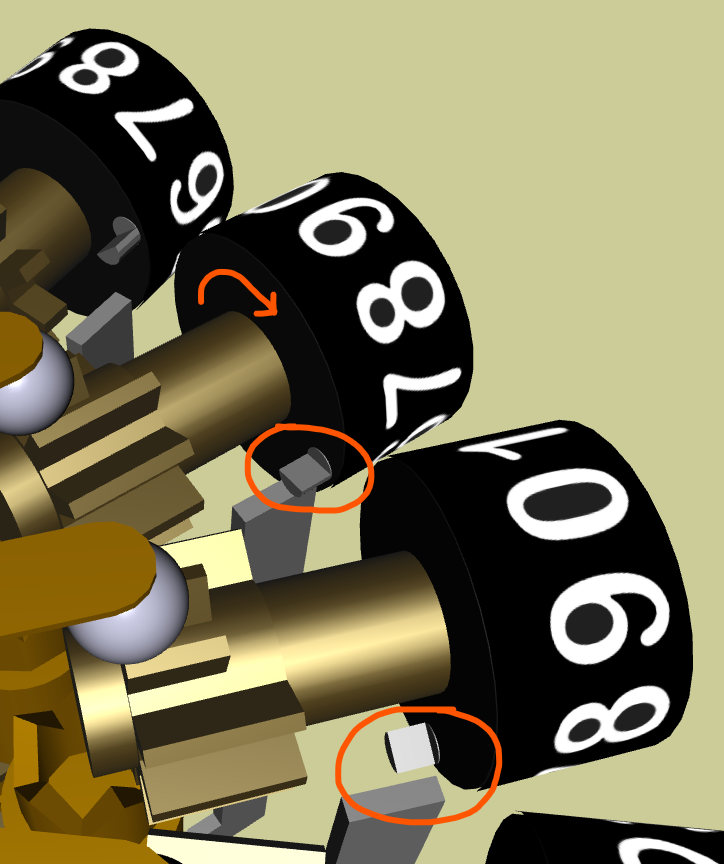
Petits picots d'activation des bras de retenue
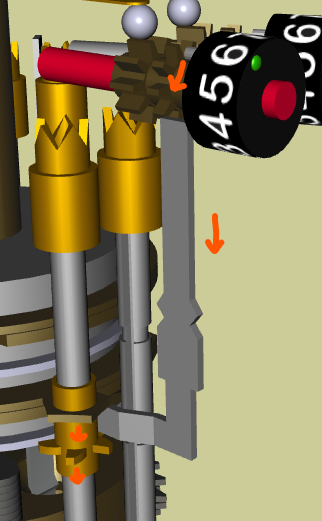
Détails des mouvements d'activation d'un bras de retenue
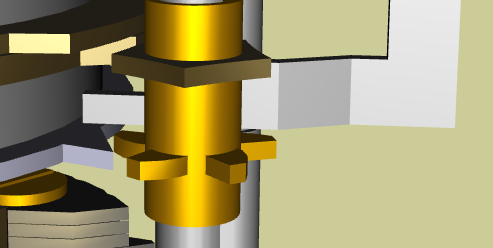
Bas du bras de retenue (en position abaissée) avec pignon engagé

Cette barre, en descendant, décale un pignon sur l’axe du rang suivant. Ce pignon est par la suite engrené par une dent située sur le cylindre central. Si le rang suivant était déjà à la valeur 9, la barre de retenue correspondante descend, engageant le pignon de l'axe du rang suivant. La poursuite de la rotation de la manivelle permettra à ce rang de s'incrémenter, et ainsi de suite.
La transmission du mouvement du petit picot vers la barre de retenue n’est pas réversible. Si la manivelle est manipulée à l’envers, les chiffres défileraient à l’envers. Dans ce cas un picot pourrait potentiellement appuyer contre le coté de la barre, bloquant la rotation. La Curta est équipée d'une crémaillère prévenant cette mauvaise utilisation.
Les barres de retenues sont relevées au début de la rotation suivante.

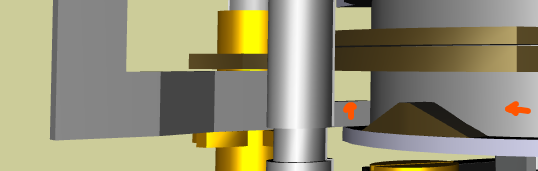
Came de remise à zéro des bras de retenues

### Problème de la soustraction
La soustraction a été l’un des problèmes importants lors de la conception de cette machine. Le mécanisme de retenues développé tel qu'il est n’est pas capable de fonctionner avec la manivelle tournée en sens inverse. Alors même que la plupart des machines concurrentes offrent cette possibilité pour implémenter cette opération.
Deux points empêchent la soustraction par inversion du sens de la manivelle :
- Les bras de retenus ne peuvent être actionnés que dans le sens positif des rotations des rondelles de résultat. Une rotation en sens inverse bloquerait le picot contre le bras de retenu (au lieu d'arriver par la tranche du dessus) et stopperait l’ensemble de l'opération.
- Les retenues ne peuvent se propager que des rangs inférieurs vers les rangs supérieurs. Et ce y compris dans le sens de la soustraction. Il faudrait donc un mécanisme qui tourne en sens inverse de la manivelle, afin que les retenues se propages des rangs les plus faibles vers les rangs les plus forts bien que la manivelle tourne en sens contraire.

Ces deux contraintes auraient pu être surpassées en rajoutant des complications supplémentaires, renchérissant la complexité, le coût de fabrication déjà élevé, celui de l’entretien et réduisant la fiabilité de la machine. Ce choix n'a pas été retenu : en l'état de cette conception, il n’est donc pas possible de réaliser des soustractions sur la machine.
Curt Herzstark repris finalement l'idée d'utiliser la méthode des compléments à 9 pour émuler la soustraction. Cette idée n'est pas nouvelle : elle est utilisée sur les machines ne disposant pas de mécanisme dédié à la soustraction, comme la Pascaline, le Comptomètre, ou encore toutes les additionneuses simples qui utilisent ce principe pour réaliser leurs calculs. Herzstark s'est rappelé à l'époque le fonctionnement des machines Burroughs qui ne font en réalité qu'additionner. Sur ces machines, l'utilisateur est invité à saisir les valeurs à soustraire en précisant les chiffres complémentaires à 9, ou à consulter le résultat sur un afficheur différent. Petite subtilité, il faut retrancher 1 au second terme de la soustraction. Pour peu que tous les rangs soient saisis, la valeur finale calculée est effectivement la résultante d'une soustraction. 
Par exemple, en prenant l’hypothèse d'un totalisateur de 3 chiffres, l'opération 038 - 027 se transformera en 038 - 026 (retranchement d'une unité), puis 038 + 973 (transformation en complément à neuf : 9 - 0, 9 - 2, 9 - 6). Ce calcul devrait donner le résultat 1011. Le totalisateur ne pouvant afficher que 3 chiffres, le résultat sera 011, soit 11.
Il aurait par contre été malaisé de demander à l’utilisateur de la Curta de saisir une valeur en complément à neuf pour la soustraction. Bien que techniquement valable, cette solution aurait été extrêmement peu pratique à l’utilisation.

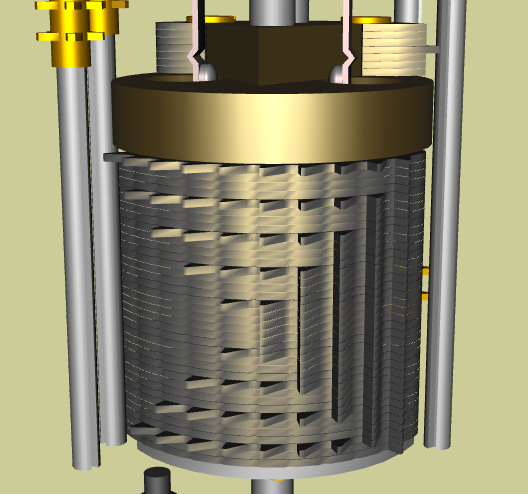
Cylindre doublement cannelé permettant additions et soustractions

Herzstark eu alors l'idée d'un cylindre qui contiendrait deux jeux de cannelures. C'est cette idée, une véritable invention, qui permet aux Curta de pouvoir soustraire. L'un de ces jeux de dents, classique, expose un nombre de dents croissant en fonction de la position du curseur à l'enregistreur, comme défini par Leibniz.
Intercalé entre chaque rangée de dents se trouve une autre série de dents, organisées cette fois ci de façon décroissante. Cette série est sélectionnable en décalant le cylindre de quelques millimètres. Le cylindre étant solidaire de la manivelle, c'est le décalage en hauteur de celle-ci qui permet de sélectionner ce jeu de dents alternatif. Chaque rangée de dents compte un nombre de dents de la valeur du complément à neuf de la sélection de l'utilisateur. Ainsi l’utilisateur en choisissant la valeur 2 sélectionne la ligne de 7 dents. En sélectionnant 6, une ligne de trois dents. Cette nouvelle disposition permet à l’utilisateur de s'affranchir des détails du calcul en complément à neuf.
Afin de prendre en compte le fait que le second terme d'une soustraction doit être minoré de 1, le premier curseur ne sélectionne pas une valeur complémentée à 9, mais complémentée à 10. L'utilisateur pourra constater ce mode de fonctionnement en observant l'ensemble des chiffres défiler de façon positive dans le cas d'une soustraction dont le second terme est nul. Le premier chiffre défilera de 10 valeurs, entrainant une retenue et reprenant sa place d'origine, et l’ensemble des valeurs suivantes pivoteront de 9 crans, plus le cran de la retenue, reprenant leur position initiale, etc.
Ce mode de fonctionnement est utilisé pour le totalisateur, mais également le compteur de tours. L'inverseur du compteur permet de sélectionner une rangée d'une ou de neufs dents en fonction de sa position et de la position de la manivelle.

### Remise à zéro
Afin de démarrer un nouveau calcul, la Curta dispose de la capacité d'être remise à zéro. Les machines de l’époque comportent classiquement trois leviers ou manivelles, permettant de remettre à zéro les trois afficheurs (enregistreur, totalisateur et compteur de tours). Du fait de sa compacité, la remise à zéro est légèrement différente sur la Curta.
L'enregistreur se remet à zéro simplement en relevant les curseurs vers le haut. Il n'y a pas de mécanisme automatique comme pour d'autres machines mécaniques de l’époque.

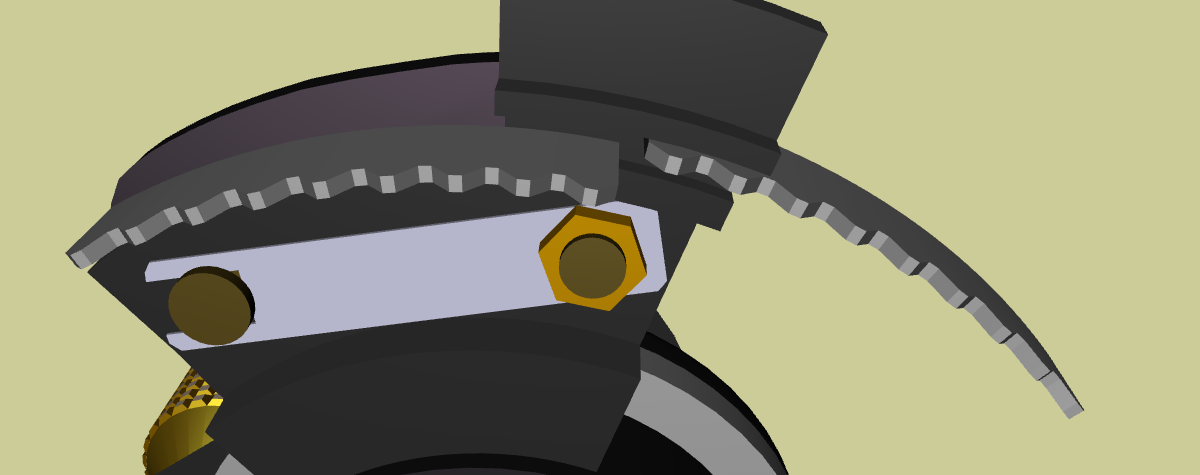
Crémaillères de remise à zéro, présentes sous le disque

Les deux autres afficheurs peuvent se remettre à zéro à l’aide du disque supérieur placé entre les afficheurs et la manivelle de commande. Il comporte un anneau de commande escamotable, d'abord en aluminium puis en POM, un plastique. Ce disque comporte sous sa surface une série de deux crémaillères placées de chaque coté de l’anneau de commande.
Bien que le disque soit l'unique composant de remise à zéro des afficheurs supérieurs, il permet une remise à zéro indépendante de chaque afficheur. Il dispose en effet de deux positions de repos, ce qui permet de n’effectuer qu'une demi rotation, et donc de n'effacer qu'un seul des deux afficheurs. Les crémaillères positionnées dessous entrainent les roues d'affichage jusqu'à la position 0, où ces dernières ne disposant pas de dent pour cette position, ne peuvent plus être entrainées et restent en place.
Afin de réaliser cette subtilité, le trajet des crémaillères doit entrainer toutes les roues de l’afficheur à réinitialiser, sans toucher aux roues de l’autre afficheur. Pour se faire, l'une des crémaillères doit forcément déborder de la zone de l’afficheur en question, et l’autre ne peut parcourir l’ensemble de la zone.

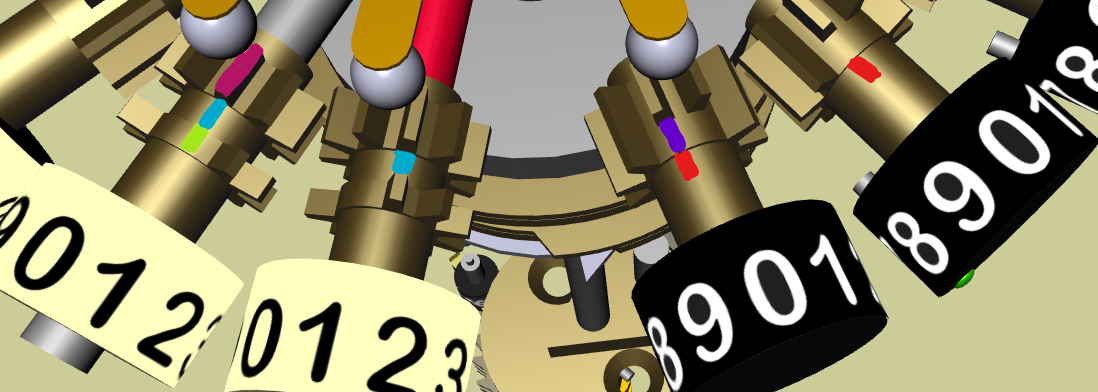
Détails des pignons incomplets de remise à zéro

Le problème est résolu en positionnant les crémaillères sur deux cercles de rayon différents. Les roues des afficheurs disposent également de dents placées sur l'un ou l’autre de ces cercles. La crémaillère placée à droite de l’anneau de commande est placée sur le cercle extérieur (zone rouge), et n'entraine que les roues des deux premiers rangs de chaque afficheur (zone verte). Ces deux roues disposent d'une gorge permettant la position de repos de l’autre crémaillère (zone cyan).
La crémaillère placée à gauche repose au niveau de ces deux premiers rangs (zones cyan), et entrainent l'ensemble des autres roues qui ne disposent pas de cette gorge (zone violette).
Afin que la manœuvre soit possible, il est nécessaire de débrayé les roues, et donc de soulever le chariot. Celui ne reprend sa place qu'une fois la manœuvre complète réalisée, et le disque positionné sur l’un des deux crans de repos.

## Héritage

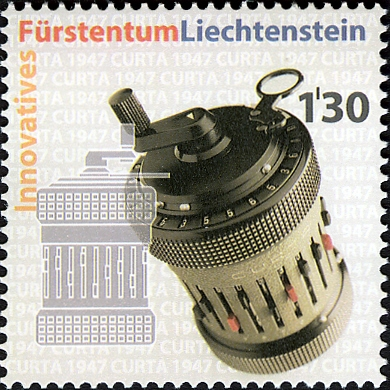
Timbre de 2006 du Liechtenstein représentant une Curta

Depuis le début du XXIe siècle, cette calculatrice trouve une nouvelle vie en tant qu'objet de collection. Là où les autres machines mécaniques s'échangent d'occasion à relativement bas coût, la Curta reste un modèle cher à acquérir. Ce marché de collection permet également la viabilité d'un marché commercial (néanmoins réduit) concernant l'entretien et la réparation de ces machines. Comme toute machine mécanique, un entretien régulier (10 à 15 ans suivant l’utilisation) doit être réalisé par une personne éclairée sur le sujet.
Il existe par ailleurs un réseau fourni de sites web permettant de retrouver les plans d'origines, traduits en anglais, la documentation technique ainsi que tout le matériel commercial de l’époque (publicité, photos des kits de démonstration…), confirmant l’engouement relatif autour de cet appareil.
On peut également trouver sur Internet des plans et des instructions permettant d'imprimer et de monter sa propre machine (échelle deux à trois). Il s'agit, comme pour la machine originale, d'une opération complexe et chronophage.
Enfin, différents musées de par le monde exposent un ou plusieurs modèles de Curta, permettant à tout un chacun d'observer cette machine, et de constater l’efficacité de sa miniaturisation.

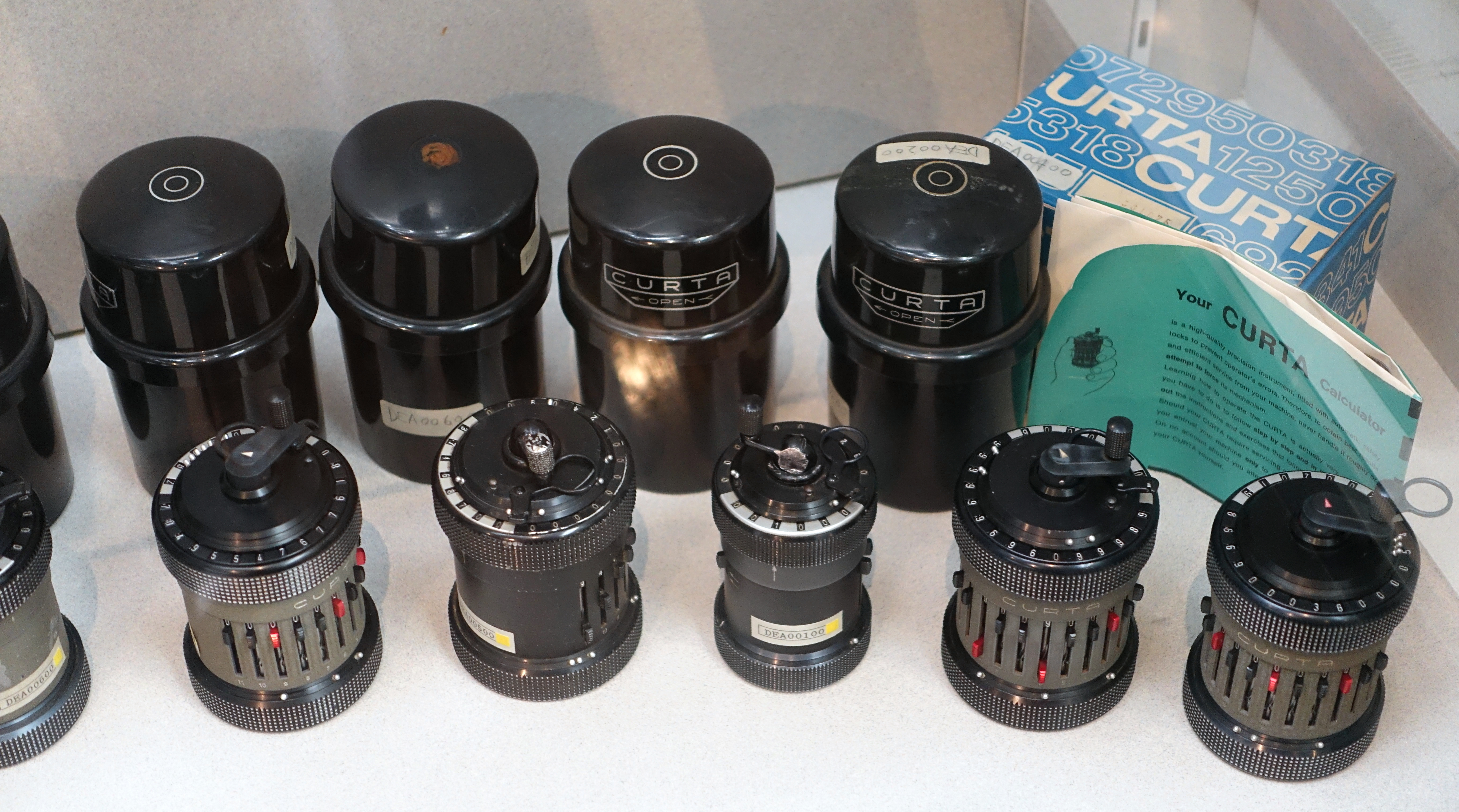
Des calculatrices Curta exposées au Ridai Museum of Modern Science, Tokyo